# Samuel Gouet
Samuel Gouet (Ayos, 14 de diciembre de 1997) es un futbolista camerunés que juega en la demarcación de centrocampista para el F. C. Politehnica Iași de la Liga I.

## Selección nacional
Tras jugar con la selección de fútbol sub-20 de Camerún y la sub-23, finalmente debutó con la selección absoluta el 6 de enero de 2016 contra Ruanda en un partido amistoso que finalizó con un resultado de empate a uno tras el gol de Abdul Rwatubyaye para Ruanda, y de Moumi Ngamaleu para el combinado camerunés. En 2022 fue convocado por el seleccionador Rigobert Song para disputar la Copa Mundial de Fútbol de 2022 con la selección de fútbol de Camerún.

## Clubes
| Club                   | País    | Año       | Partidos | Goles |
| ---------------------- | ------- | --------- | -------- | ----- |
| APEJES Academy         | Camerún | 2016-2017 |          |       |
| SC Rheindorf Altach    | Austria | 2017-2021 | 107      | 5     |
| KV Malinas             | Bélgica | 2021-2023 | 44       | 0     |
| Yverdon-Sport F. C.    | Suiza   | 2023-2024 | 10       | 0     |
| F. C. Politehnica Iași | Rumania | 2024-     |          |       |